# Сотер (епископ Неаполя)
Сотер (лат. Soter, итал. Sotere; V век) — епископ Неаполя во второй половине V века.

## Биография
Основной исторический источник о Сотере — написанная на рубеже VIII—IX веков анонимным автором первая часть «Деяний неаполитанских епископов».
О происхождении и ранних годах жизни Сотера сведений не сохранилось. Он взошёл на епископскую кафедру Неаполя после смерти Феликса. Дата этого события неизвестна. Имя Сотера стоит десятым в списке участников церковного собора, состоявшегося по инициативе папы Гилария в римской базилике Святой Марии 19 ноября 465 года.
По приказу епископа Сотера на месте разрушенного ещё при Константине I Великом языческого храма бога Меркурия была возведена церковь Святых Апостолов. Вероятно, при Сотере также была проведена реставрация мозаик в находившемся в катакомбах Святого Януария склепе, усыпальнице нескольких предшествовавших неаполитанских епископов. Также по повелению Сотера в епархии были восстановлены все приходские церкви, основание которых в Неаполе приписывалось святому Северу.
Сотер управлял Неаполитанской епархией двадцать один год. Дата его кончины неизвестна. Он был похоронен в базилике Святой Реституты, бывшей тогда кафедральным собором Неаполя. Преемником Сотера в епископском сане стал святой Виктор.
Вероятно, вскоре после смерти епископ Сотер стал почитаться неаполитанцами как святой. Хотя в дошедших до нашего времени средневековых агиографических источниках какие-либо подробности о его культе отсутствуют (неизвестна даже дата его поминовения), сохранилось свидетельство о существовании в Неаполе его реликвий и их перенесении в базилику Святой Реституты. В настоящее время поминовение Сотера как святого в Неаполитанской архиепархии не производится.